# Wallace Foster Bennett
Wallace Foster Bennett (ur. 13 listopada 1898 w Salt Lake City, Utah, zm. 19 grudnia 1993 w Salt Lake City) – amerykański polityk związany z Partią Republikańską.
W latach 1951–1974 był przedstawicielem stanu Utah w Senacie Stanów Zjednoczonych.
Jego syn, Robert Foster Bennett, także reprezentował stan Utah w Senacie Stanów Zjednoczonych.